# Marcin Molek
Marcin Molek (ur. 4 lutego 1978 w Chorzowie) – polski piłkarz i trener piłkarski.

## Życiorys
Swoją karierę rozpoczął w Ruchu Chorzów w 1996 roku. Grał tam do 2001 roku. Wtedy przeszedł do Górnika Zabrze na jeden sezon. Po roku wrócił do Ruchu Chorzów tam grał do 2004 roku. W 2003–2004 roku był zawodnikiem Aluminium Konin. W sezonie 2004–2005 był ponownie zawodnikiem Ruchu, a w latach 2005–2007 grał w rezerwach tego zespołu. Trenował jako pierwszy trener Unii Kosztowy. Następnie został pierwszym trenerem drużyny MKS Siemianowiczanka, która grała wówczas w lidze okręgowej podokręgu Katowice. Później był nauczycielem w Zespole Szkół Sportowych im. Gerarda Cieślika w Chorzowie oraz trenował rezerwy Ruchu Chorzów. W ostatnim czasie był trenerem w Akademii Piłkarskiej Ruchu Chorzów skąd 22 czerwca 2017 przeszedł do sztabu szkoleniowego I drużyny Ruchu. W latach 2017–2018 był asystentem trenera Juana Ramóna Rochy. W kolejnych latach samodzielnie prowadził AKS Mikołów (2018-2020) i Szombierki Bytom (2020-2021).